# پرواززدگی (فیلم)
پرواززدگی (فرانسوی: Décalage Horaire‎) فیلمی در ژانر رمانتیک و درام به کارگردانی دنئیل تومپسون است که در سال ۲۰۰۲ منتشر شد.
از بازیگران آن می‌توان به ژولیت بینوش، ژان رنو و آلیس تالیونی اشاره کرد.